# Möhlenwarfer Kirche

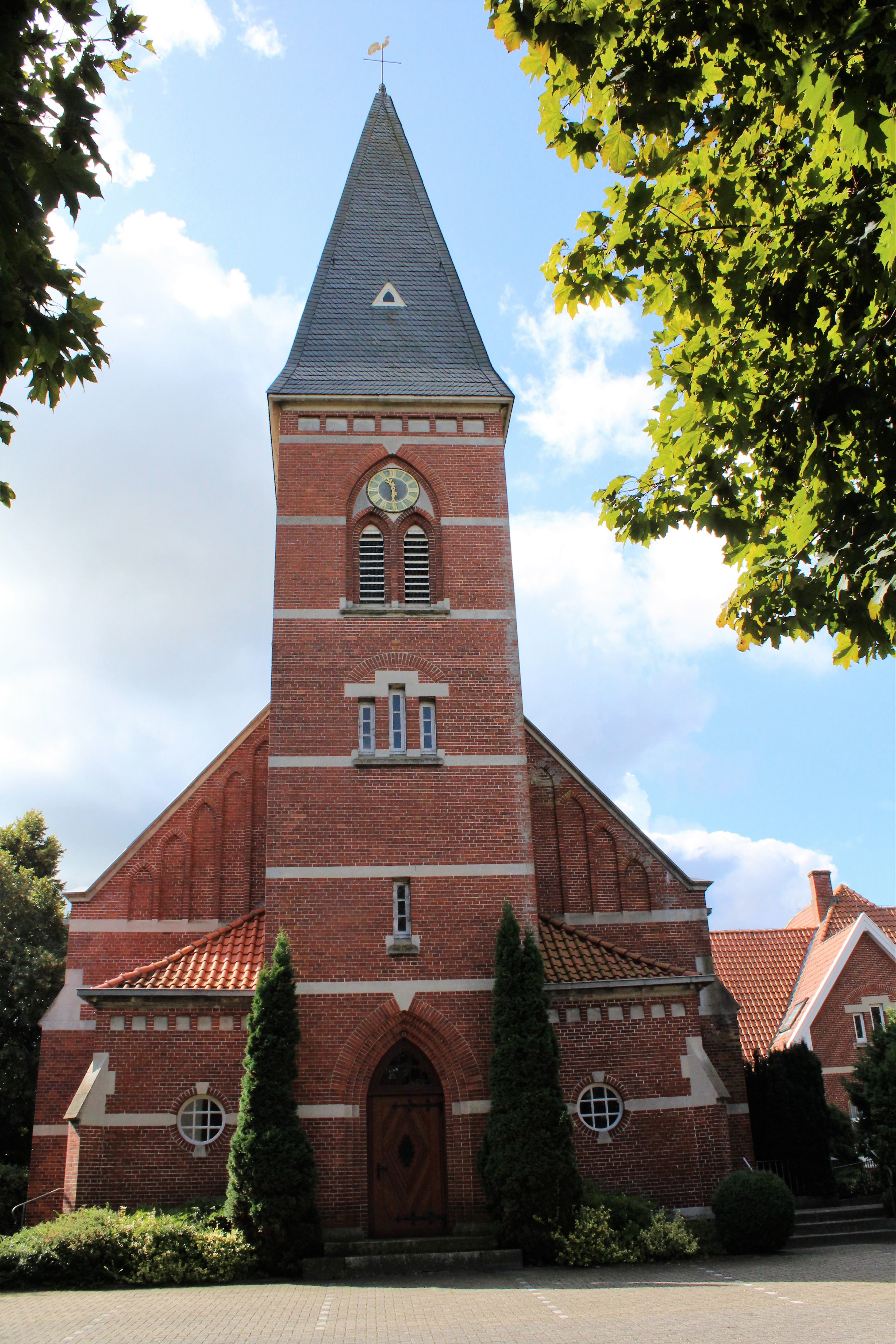
Reformierte Kirche

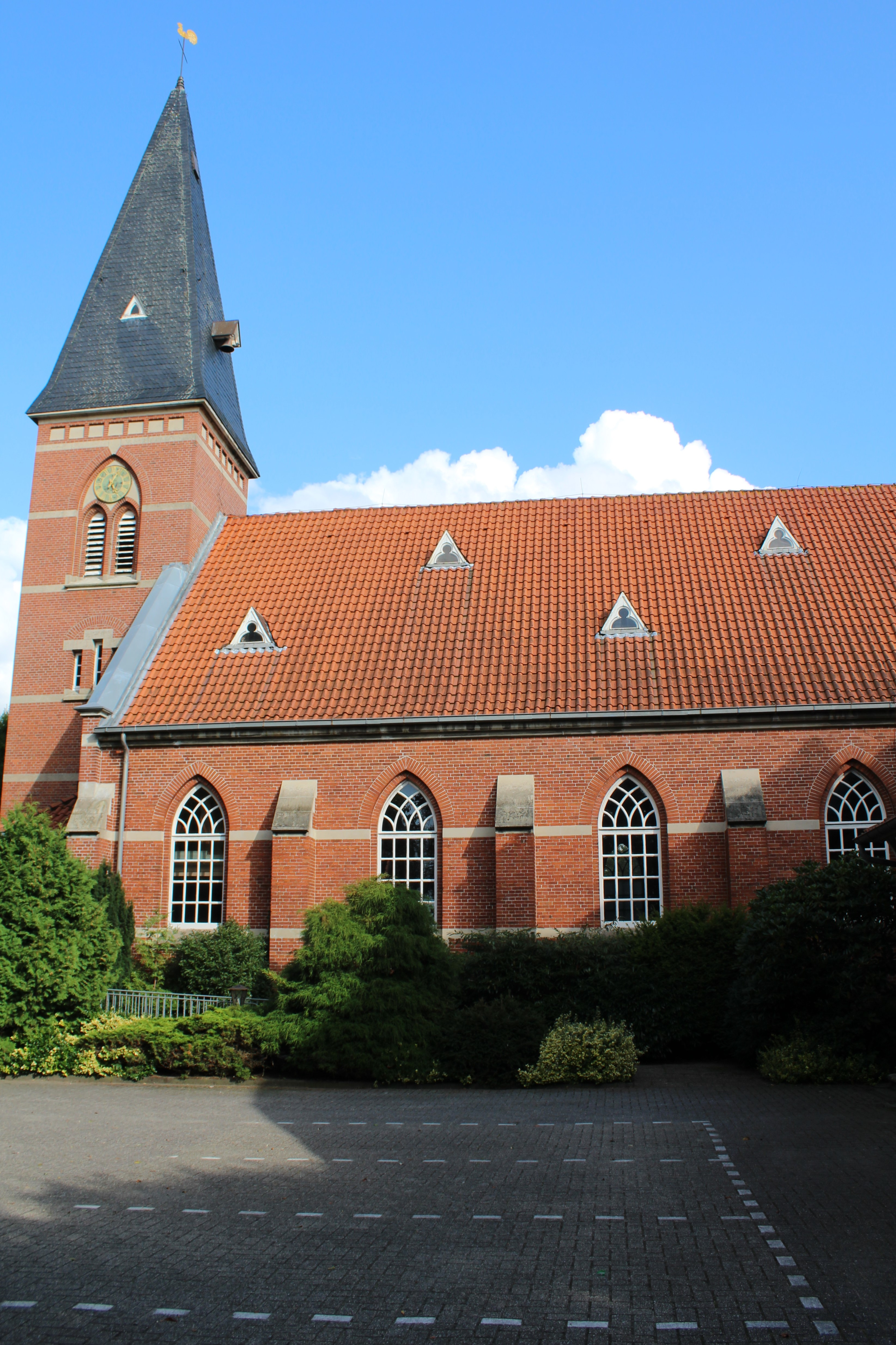
Kirche von Osten

Die evangelisch-reformierte Kirche in Möhlenwarf, einem Ortsteil der ostfriesischen Stadt Weener, wurde im Jahre 1909 erbaut.

## Geschichte
Der Ort Möhlenwarf wurde erstmals 1727 in den Kirchenbüchern von Weener erwähnt. Seit Mitte der 1880er Jahre hielten Hilfsprediger regelmäßig Gottesdienste in der Möhlenwarfer Dorfschule am Knotenpunkt. Im Jahr 1905 wurde die eigenständige Kirchengemeinde Möhlenwarf gegründet, die – um ausreichend Gemeindeglieder zu erhalten – um den Ortsteil Beschotenweg ergänzt wurde, der bisher teils der Kirchengemeinde Weener, teils Bunde zugeordnet war, sowie den zur Kirchengemeinde Holthusen gehörenden Teil von Tichelwarf. Wenige Jahre später wurde 1909 von dem Bauunternehmer J. Knoop aus Weener mit erheblicher finanzieller Unterstützung des Kommerzienrats Hesse aus Weener die Kirche erbaut, der auch für den 1912 angelegten Friedhof große Geldmittel bereitstellte.
Im Jahr 2015 wurden die Kirchengemeinden Möhlenwarf, Weenermoor und St. Georgiwold pfarramtlich verbunden.

## Baubeschreibung
Die Hallenkirche wurde im Stil der Neugotik aus Backsteinen im Oldenburger Format errichtet; die Fassade ist mit hellen Bändern aus Putzmörtel verziert, die Sandstein imitieren. Der Grundriss der Kirche ist unsymmetrisch und nicht geostet: An der Nordwestfront bilden die beiden Kirchentüren zwei Achsen, während das Hauptfenster des Emporenaufgangs die dritte Achse bildet. Der Turm weist eine Höhe von 38 Metern auf. Aus Kostengründen sollte statt des Kirchturms zunächst nur ein Dachreiter gebaut werden. Die paarigen spitzbogigen Schallarkaden erinnern an die Form der beiden Gesetzestafeln, während die zehn Blendbögen an der Giebelfront und die zehn Dachfenster über dem Kirchenschiff auf die Zahl der Zehn Gebote hinweisen. Die drei kleinen rechteckigen Fenster über dem Eingangsportal stehen für die Trinität.

## Innenausstattung

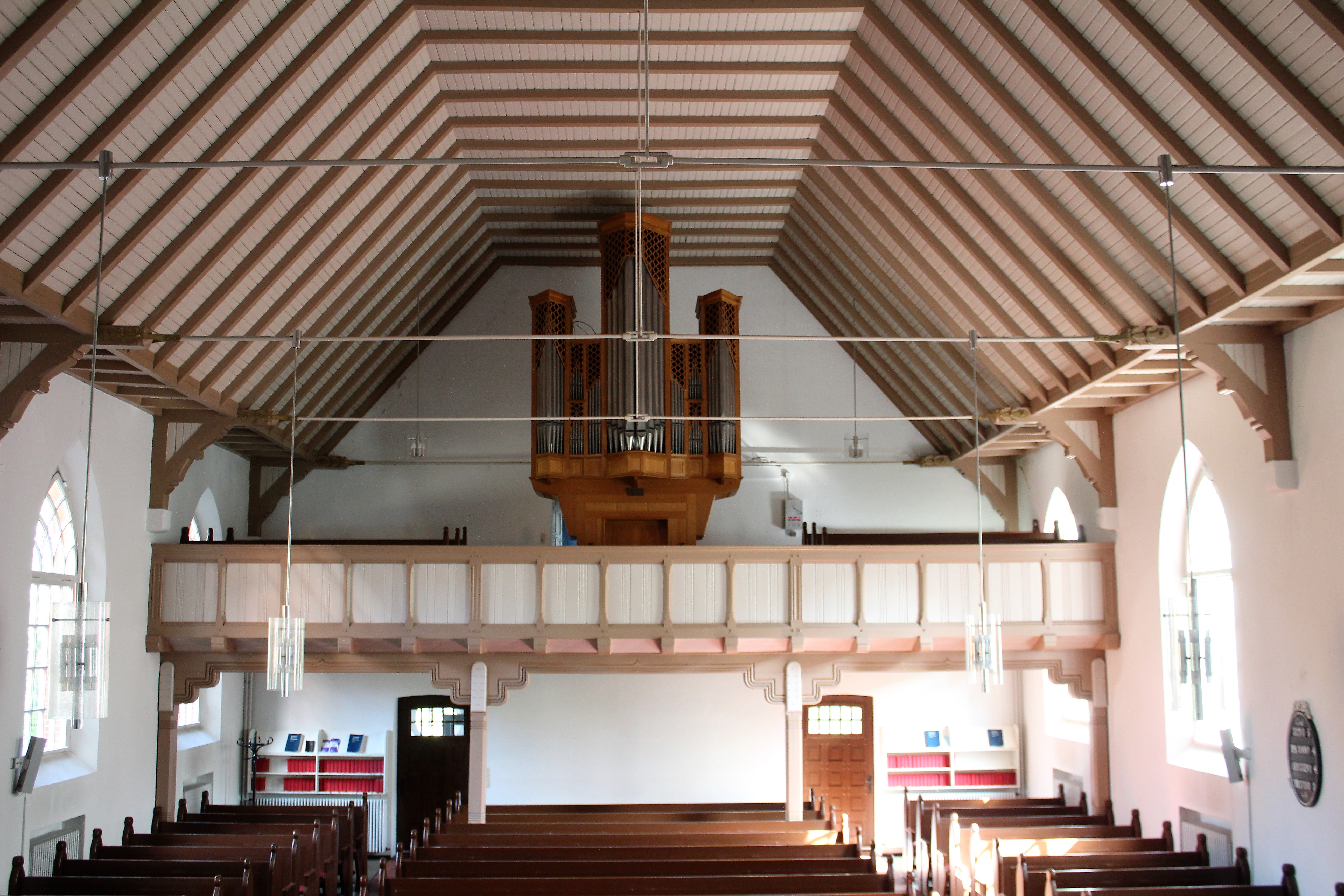
Blick Richtung Orgelempore

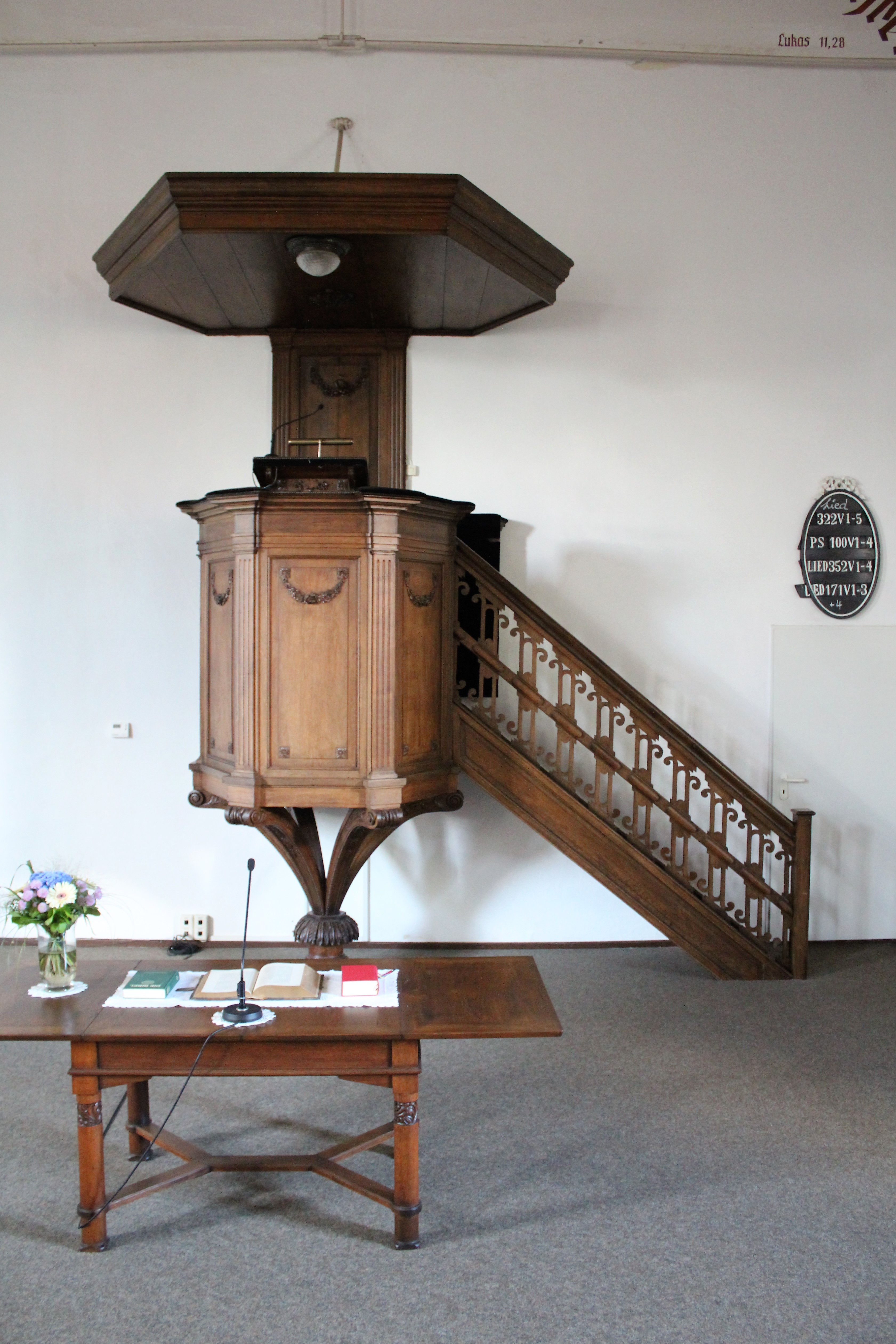
Empire-Kanzel, davor der Abendmahlstisch mit der von Auguste Victoria gestifteten Bibel

Der Innenraum wird von einer Voutedecke abgeschlossen. An die nordwestliche Orgelempore schließt östlich eine kleine Empore an. Das 1909 eingeweihte Gotteshaus wurde mit 343 Sitzplätzen konzipiert. Für die Baukosten veranschlagte man 44.300 Mark, also etwa 130 Mark pro Sitzplatz. Die Innenarchitektur und die verschiedenen Einrichtungsgegenstände greifen die Symbolik der Trinität und der Zehn Gebote auf. Die Kirche birgt eine kunst- und religionsgeschichtliche Ausstattung, die zum Teil älter als das Gebäude ist und verschiedene Stilrichtungen zu einem harmonischen Ganzen vereint. So entstammt die Kanzel im Empire-Stil, das Gestühl im Jugendstil und die Liedertafeln im Stil des Klassizismus der französisch-reformierten Kirche in Emden. Als diese Gemeinde gegen Ende des 19. Jahrhunderts in der deutschen reformierten aufging, schenkte sie ihr Inventar der neuen Gemeinde in Möhlenwarf. Die Kanzelbibel mit silbernem Beschlag und eigenhändiger Widmung wurde von Kaiserin Auguste Victoria gestiftet. Zu den Vasa Sacra gehören zwei neusilberne Kelche, zwei neusilberne Teller, eine neusilberne Kanne und eine Taufschale aus Messing. Sie wurden zur Einweihung der Kirche im Jahre 1909 angeschafft.

## Orgel

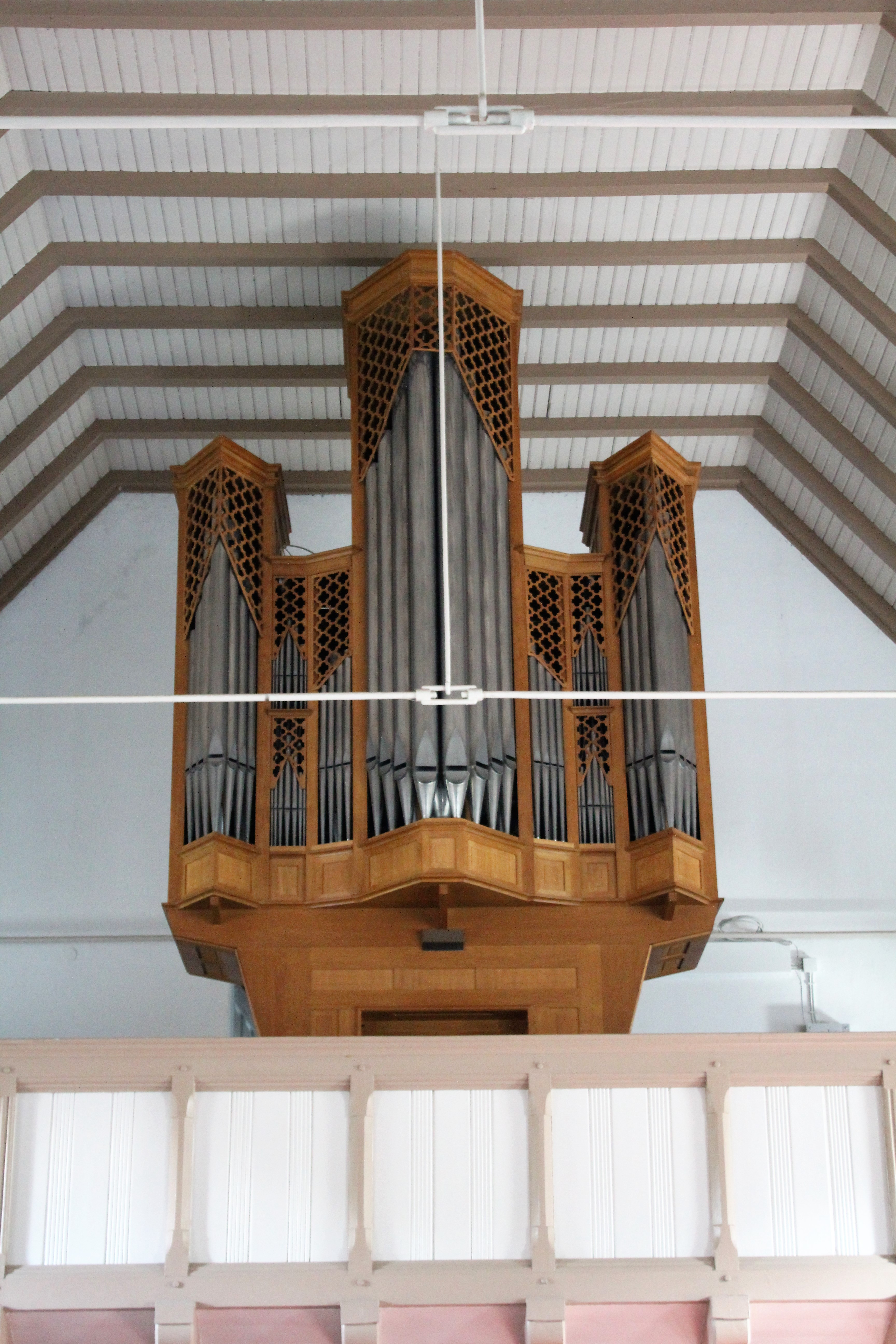
Prospekt der Reil-Orgel von 1968

1968 erhielt die Kirche in Möhlenwarf nach dem Abgang der alten pneumatischen Orgel der Firma Faber & Greve aus Salzhemmendorf ein neues Instrument der Firma Reil aus Heerde in den Niederlanden. Es verfügt über acht Register auf einem Manual und Pedal. Der Orgelbauer Winold van der Putten aus der benachbarten Provinz Groningen renovierte die Orgel im Jahr 1999. Die Disposition lautet wie folgt:
| I Hauptwerk C–f3 |    |
| Praestant        | 8′ |
| Gedackt          | 8′ |
| Octave           | 4′ |
| Rohrflöte        | 4′ |
| Octave           | 2′ |
| Mixtur IV–VI     |    |
| Trompete B/D     | 8′ |

| Pedal C–f1 |     |
| Bourdoon   | 16′ |

- Koppeln: I/P